# Palácio Honmaru

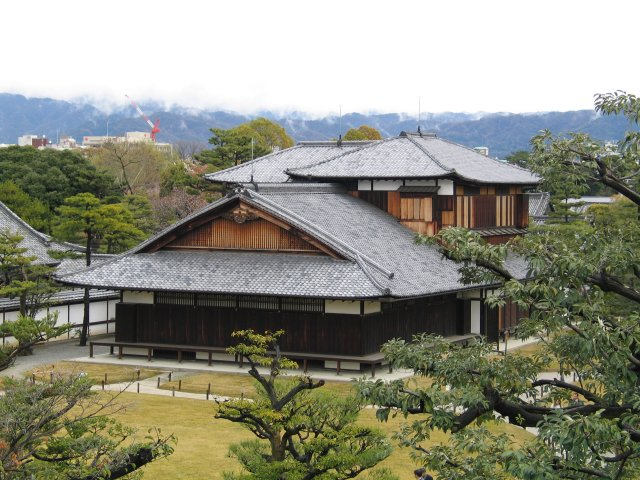
Aspecto do Palácio Honmaru.

O Palácio Honmaru (em japonês: 本丸 Honmaru Goten) é um palácio do Japão situado em Quioto, no interior do Castelo de Nijō, recinto que divide com um outro palácio, o Palácio Ninomaru.

## História e descrição
O Palácio Honmaru tem uma superfície de 1.600 metros quadrados. O complexo possui quatro partes: áreas residenciais, salas de recepção e de entretenimento, vestíbulo de entrada e área da cozinha. As diferentes áreas estão ligadas por corredores e pátios. O estilo arquitectónico pertence ao final do período Edo. O palácio exie pinturas executadas por vários mestre famosos, como Kanō Eigaku.
Originalmente, este palácio era semelhante ao Palácio Ninomaru. A actual estrutura foi conhecida como Palácio Katsura antes de ser relocalizada no presente sítio em 1893 e renomeada. Inicialmente, o palácio tinha 55 edifícios, mas apenas uma pequena parte foi reinstalada. Em 1928, o banquete de coroação do Imperador Hirohito foi realizado aqui.

## Literatura
- Schmorleitz, Morton S. (1974). Castles in Japan. Tóquio: Charles E. Tuttle Co. pp. 81–83. ISBN 0-8084-1102-4 Verifique |isbn= (ajuda)
- Motoo, Hinago (1986). Japanese Castles. Tóquio: Kodansha. pp. 200 páginas. ISBN 0-87011-766-1